# Bartolomeu Jacinto Quissanga
Bartolomeu Jacinto Quissanga (Luanda, Angola, 27 de marzo de 1991), conocido como Bastos, es un futbolista angoleño. Juega como defensa y milita en el Botafogo del Campeonato Brasileño de Serie A.

## Biografía
En agosto de 2023 Botafogo anunció su fichaje con contrato hasta finales de 2024. Estaba en el Al-Ahli de Arabia Saudita. El 30 de noviembre, a pesar de no haber jugado la final de la Copa Libertadores 2024 debido a una lesión muscular, el equipo del fogaõ terminaría ganando por primera vez el torneo y, a su vez, se convirtió el primer jugador africano ganador del certamen después que el ghanés Prince Amoako jugara la final de la Copa Libertadores 1997 con Sporting Cristal.
Marcó su primer gol con el equipo el 14 de febrero de 2024 contra el Volta Redonda. Tras la llegada del entrenador Artur Jorge, se convirtió en titular del equipo y marcó el gol de la victoria en el derbi 1-0 contra el Fluminense.
El 30 de noviembre de 2024, ganó la Copa Libertadores de América, convirtiéndose en el primer jugador africano en ganar la copa.
La temporada siguiente, sin embargo, sufrió una lesión en la rodilla izquierda. El angoleño la sintió por primera vez en el campo contra el Nova Iguaçu en febrero, todavía en el Campeonato Carioca.
Tras la lesión, viajó con el Botafogo al Mundial de Clubes en Estados Unidos. Debido a su baja forma física, Bastos quedó en el banquillo, y antes de que el equipo terminara la participación en la competición, sintió el dolor y regresó a Brasil para recibir tratamiento.
A principios de julio, el Botafogo confirmó la necesidad de que el atleta se sometiera a una cirugía en la rodilla izquierda y le dio un período de recuperación de tres meses. Con la aprobación del club, Bastos se operó en Italia con el doctor Tiago Carminati.

## Clubes
| Club                      | País           | Año       |
| ------------------------- | -------------- | --------- |
| Atlético Petróleos Luanda | Angola         | 2011-2013 |
| F. C. Rostov              | Rusia          | 2013-2016 |
| S. S. Lazio               | Italia         | 2016-2020 |
| Al-Ain F. C.              | Arabia Saudita | 2020-2022 |
| F. C. Rostov (cedido)     | Rusia          | 2021-2022 |
| Al-Ahli Saudi F. C.       | Arabia Saudita | 2022-2023 |
| Botafogo                  | Brasil         | 2023-     |

## Vida personal
Su hermano Nandinho también es futbolista.[cita requerida]

## Palmarés

### Títulos nacionales
| Título                             | Club                | País           | Año  |
| ---------------------------------- | ------------------- | -------------- | ---- |
| Copa de Rusia                      | F. C. Rostov        | Rusia          | 2014 |
| Supercopa de Italia                | S. S. Lazio         | Italia         | 2017 |
| Copa Italia                        | S. S. Lazio         | Italia         | 2019 |
| Supercopa de Italia                | S. S. Lazio         | Italia         | 2019 |
| Segunda División de Arabia Saudita | Al-Ahli Saudí F. C. | Arabia Saudita | 2023 |
| Campeonato Brasileño               | Botafogo F. R.      | Brasil         | 2024 |

### Títulos internacionales
| Título                       | Equipo         | Sede         | Año  |
| ---------------------------- | -------------- | ------------ | ---- |
| Copa Libertadores de América | Botafogo F. R. | Buenos Aires | 2024 |